# Barra Google
Barra Google (en inglés Google Toolbar) es una barra de herramientas de  búsqueda en Internet  que sólo está disponible para Internet Explorer.

## Características
Google Toolbar reside por encima de la barra de pestañas del navegador y proporciona un cuadro de búsqueda para llevar a cabo el  búsquedas en la web. Los usuarios pueden acceder a sus cuentas de Gmail y acceder a su correo electrónico, favoritos guardados e historial web. Cuenta con herramientas como AutoLink, Autocompletar,  Traducción, corrector ortográfico común a todos los navegadores, mientras bloqueador de pop-up y buscador de la palabra se limitan a Internet Explorer Google Toolbar se distribuye a menudo a través de los paquetes de productos con una descarga primaria.

### Sidewiki
Google Sidewiki fue lanzado el 23 de septiembre de 2009, lo que permite a los usuarios hacer comentarios, que son visibles para el público, en cualquier página web. Utiliza Google  algoritmos de clasificación para determinar la relevancia y la utilidad usando criterios como los usuarios de la votación de arriba abajo un comentario y contribuciones pasadas. Sidewiki está disponible para Internet Explorer y Firefox a través de Google Toolbar, el Google Chrome a través de un navegador add-on , y para otros navegadores, como  Safari, que está disponible como un Marcador.
Propietarios de sitios web no pueden controlar los comentarios de Sidewiki, y actualmente no hay manera para que un sitio web para optar de Sidewiki, sin embargo, Sidewiki está desactivado en  sitios seguros
En septiembre de 2011, Google anunció que iba a dejar de soportar Sidewiki.

### Mi ubicación
Mi ubicación es un geolocalización servicio que utiliza la ubicación de Wi-Fi puntos de acceso para determinar la ubicación del usuario toolbar Esta ubicación es para optimizar los resultados de búsqueda en función de dónde se encuentre el usuario. Google Toolbar también puede proporcionar los datos de geolocalización de sitios web de terceros a través de la  API de geolocalización del W3C.

### AutoLink
Google Toolbar fue criticado cuando se añadió la función AutoLink a la barra de herramientas, porque esta nueva característica dirigida a los usuarios los sitios web comerciales preseleccionados como Amazon.com y Google Maps. Por ejemplo, si encuentra un libro de ISBN número de una página web, la barra de Google proporciona un enlace a la página de productos de Amazon para el libro en particular. Google dijo que la función "añade enlaces de interés" y "ninguna de las empresas que recibieron AutoLink había pagado por el servicio."

## Google Compute
Google Compute fue una versión de la barra de herramientas de Google que permitía la participación en un proyecto de computación distribuida para ayudar a investigaciones científicas. Esto permitía colaborar con Folding@home, una organización sin fines de lucro que investiga la estructura de las proteínas, para poder entender y curar muchas enfermedades.
Google Compute permitía al usuario de la computadora ayudar a solucionar problemas científicos cuando de otra forma la computadora estaría inactiva. Cuando uno activaba Google Compute, la computadora descargaba una pequeña pieza del proyecto y la resolvía, y cuando el resultado se juntaba con otros cientos de computadores, se resolvía una gran porción del problema. Google Compute estuvo solo disponible para la versión en inglés de Google Toolbar.